# Mitomicină

Structura chimică a mitomicinei C

Mitomicinele sunt o clasă de compuși ce conțin un nucleu aziridinic și sunt produși de către speciile Streptomyces caespitosus sau Streptomyces lavendulae. Cele mai cunoscute sunt mitomicina A, mitomicina B și mitomicina C (care este un anticanceros și un antibiotic).